# 阿部祐二の気まぐれジャーナル
阿部祐二の気まぐれジャーナル（あべゆうじのきまぐれじゃーなる）は、RKKラジオで放送されているラジオ番組（トークバラエティ）。
当項では便宜上、番組開始から中断までを第1期、2021年10月14日以降現在までを第2期と表記する。

## 概要・番組内容
2016年の熊本地震時の取材活動をきっかけに、地震から月日を経るごとに熊本への注目度が下がることを危惧し、その熊本に注目していた、ワイドショーのリポーターとしてもお馴染みの俳優・阿部祐二が、第1期ではRKKアナウンサーの福島絵美と、第2期では熊本出身のグラビアアイドル蒼山みことと共に、彼ならではの視点でその時々の話題を斬りつつトークを展開していく番組。阿部にとって熊本ローカルでは初のレギュラー番組となる。
2017年放送開始。しかしアシスタントをつとめた福島が2021年3月31日を以て定年退職することとなった為、2021年3月23日限りで終了。
半年間のブランクを経て、2021年度ナイターオフの同年10月14日から、蒼山を起用の上復活した。

## 出演者
- 阿部祐二（俳優・リポーター）

### アシスタント
- 初代（第1期） 福島絵美（RKKアナウンサー〈当時〉）
  - 阿部と福島には、テレビ番組「ビッグモーニング」（東京放送〈現:TBSテレビ〉）でリポーターをつとめたという共通点がある。
- 2代目（第2期） 蒼山みこと（グラビアアイドル）

## 放送時間の変遷等

### 第1期
火曜日に放送されていた。
- 火曜18:20 - 18:40（2017年7月[1] - 2020年3月）
- 火曜18:30 - 18:59 （2020年4月 - 2021年3月）

### 第2期
- 木曜21:30 - 21:59 （2021年10月14日 - 2022年3月24日、2021年度ナイターオフ）
- 木曜18:30 - 18:59 （2022年3月31日 - ）

## エピソード
- 初期には阿部はノーギャラで出演していた模様[1]。この時期には「人生相談」のコーナーも存在した[4]。
- 当番組のメールアドレスはkimagure@rkk.jpであるが、当該アドレスは2014年度以前に同局で放送されていたナイター中継時のクッション番組「RKK気まぐれ流星群」で使用されていたものをそのまま流用している。